# 한국독립당 내란음모사건
한국독립당 내란음모사건은 1966년 학생들 및 한국독립당 당원들과 함께 5단계 혁명계획을 수립하고 정부전복을 기도하였다고 하여 김두한 국회의원을 배후로써 체포한 사건으로, 국가보안법을 이용한 제3공화국의 정치적 조작사건이었다.

## 사건 개요
1965년 11월 9일 대한민국 제6대 국회 보궐선거에서 서울 용산구 한국독립당 후보로 당선된 김두한 의원이 1966년 1월 8일 국가보안법 위반 및 내란음모 혐의로 구속되었다. 구속영장에는 1965년 7월에 정부전복을 위한 5단계 혁명계획을 수립하고 학원방위군 배후조종, 폭발물 제작비 지원 활동을 해왔다고 밝혔다.
1월 29일 국회에서 "국회의원이 회기전에 체포 또는 구금된 때에는 현행범인이 아닌 한 국회의 요구가 있으면 회기 중 석방된다."는 대한민국 헌법 제44조에 따라 김두한 의원 석방결의안이 116표 중 106표로 결의안이 통과되었고 1월 31일 석방되었다.
4월 28일 서울형사 지법 3부 김병룡 부장판사 중심으로 개정되었는데 황공렬 검사는 반정부적인 한일협정 비준무효화 데모에 참가했고 피고인들이 폭력혁명을 통해 국가전복을 음모했음이 뚜렷하니 일반예방이라는 형사정책상으로 마땅히 이들은 엄벌에 처해야 마땅하다고 논고하며 국가보안법 폭력행위 등 처벌관한법률 위반죄 내란음모죄 등을 적용하여 박상원 국민대 강사는 무기징역, 김두한 의원은 5년, 나머지 피고에게는 최고 10년부터 최하 3년을 구형하였는데, 구형은 아래와 같다.
- 박상원 (1965년 11월 9일 국회의원 보궐선거 서울 중구 한국독립당 후보 낙선(국민대학교 강사): 무기징역
- 박후양 (한독당 선거위 부위원장): 징역 10년
- 김덕규 (박상원 선거 참모): 징역 7년
- 박치덕 (김두한 선거 사무장): 징역 3년
- 김상진 (김두한 선거 경리 책임자): 징역 3년
- 김유진 (회사원): 징역 7년
- 송원도 (김두한 선거 참모): 징역 10년
- 김재호 (무직): 징역 3년
- 이영일 (서울대학교 문리대): 징역 7년
- 김두한 (국회의원): 징역 5년

그러나 5월 10일 법정에서 모두 무죄가 선고되었다.

## 특이사항
현역 국회의원이 국회 폐회 중 3번의 구속에서 김두한 의원은 대한민국 제3대 국회 서울 종로구 을구에서 무소속으로 당선 직후 이승만 정부에 의해 이어 2번에 구속되는 기록을 남겼다.